# 安藤精一
安藤 精一（あんどう せいいち、1922年2月17日 - 2018年2月28日）は、日本の日本史学者。学位は、経済学博士（大阪大学・論文博士・1961年）（学位論文「近世在方商業の研究」）。和歌山大学名誉教授。

## 略歴
アメリカ合衆国シアトル生まれ。1947年九州帝国大学法文学部卒、1949年同大学院特別研究生修士課程修了。1961年「近世在方商業の研究」で大阪大学より経済学博士の学位を取得。和歌山大学経済学部講師、助教授、教授。1986年定年退官、名誉教授、大阪産業大学教授。1993年退職。1996年勲二等瑞宝章受章。和歌山県教育委員長。近世経済史が専門で、宮本又次に師事した。また、『八代将軍吉宗』の時代考証を大石慎三郎らとともに担当している。叙正四位。

## 著書
- 『近世在方商業の研究』吉川弘文館 1958
- 『江戸時代の農民』至文堂 日本歴史新書 1959
- 『近世宮座の史的研究 紀北農村を中心として』吉川弘文館 1960
- 『和歌山県の歴史』山川出版社 県史シリーズ 1970
- 『和歌山県皮革産業史』和歌山県製革事業協同組合 1973
- 『不受不施派農民の抵抗』清文堂 1976
- 『近世農村史の研究』清文堂出版 1984
- 『近世都市史の研究』清文堂出版 1985
- 『士族授産史の研究』清文堂出版 1988
- 『近世公害史の研究』吉川弘文館 1992
- 『近世宮座の史的展開』吉川弘文館 2005

### 共編著など
- 『近世和歌山の構造』編 名著出版 1973
- 『和歌山の研究』全6巻 編 清文堂出版 1978-79
- 『日本農書全集 第28巻 地方の聞書(紀伊) 』大畑才蔵著  翻刻・現代語訳 農山漁村文化協会 1982
- 『和歌山県の文化財』全3巻　編 清文堂出版 1981-83
- 『紀州史研究』全5巻 編著 国書刊行会 1985-90
- 『神道大系 神社編 41 紀伊・淡路国』共校注 神道大系編纂会 1987
- 『図説日本の歴史 30 図説和歌山県の歴史』責任編集 河出書房新社 1988
- 『紀州田辺町大帳』全22巻 田辺市教育委員会 監修 清文堂史料叢書 1987-91
- 『紀州田辺万代記』全12巻　田辺市教育委員会編 監修 田辺市教育委員会　1960-90　清文堂史料叢書 1993
- 『都市史の研究 紀州田辺』編 清文堂出版 1993
- 『目で見る和歌山市の100年』監修 執筆　郷土出版社 1994
- 『徳川吉宗のすべて』大石慎三郎,加来耕三,浦井正明,大石学共著 新人物往来社 1995
- 『市場と経営の歴史 近世から近代への歩み』藤田貞一郎共編 清文堂出版 1996
- 『紀州田辺御用留』全18巻 田辺市教育委員会編 監修 清文堂史料叢書 1998-2002
- 『近世近代の歴史と社会』高嶋雅明,天野雅敏共編 清文堂出版 2009

### 記念論集
- 『地方史研究の諸視角』安藤精一先生還暦記念論文集出版会編 国書刊行会 1982
- 『和歌山地方史の研究 安藤精一先生退官記念論文集』安藤精一先生退官記念会 1987

## 論文
- 安藤精一